# Ashlan Best
Pour les articles homonymes, voir Best.
Ashlan Best, née le 11 février 1999 à Guelph, est une athlète canadienne.

## Carrière
Elle est médaillée de bronze du relais 4 × 400 mètres aux Championnats du monde juniors d'athlétisme 2016 à Bydgoszcz. Aux Championnats panaméricains juniors d'athlétisme 2017 à Trujillo, elle obtient la médaille d'or du 200 mètres, la médaille d'argent du relais 4 × 400 mètres et la médaille de bronze du relais 4 × 100 mètres. Elle est médaillée d'argent du relais 4 × 100 mètres aux Jeux panaméricains de 2019 à Lima.